# Константин фон Економо
Константин фон Економо (21 серпня 1876, Бреїла — 21 жовтня 1931, Відень) — австрійський невролог грецького походження.

## Біографія
Константин фон Економо народився в румунському місті Бреїла в багатій дворянській родині. Незабаром разом із сім'єю переїхав до австрійського Трієст, де пройшло його дитинство. 1893 року вступив до Віденського політехнічного університету і спершу вчився на інженера. Через два роки став вчитися на медика. 1901 року закінчив медичний факультет Віденського університету. З 1900 по 1903 рік був асистентом у фізіолога Зігмунда Екснера. Навчався в Мюнхені в Еміля Крепеліна. З 1906 року працював у Відні на катедрі психіатрії асистентом Юліуса Вагнер-Яурегга.
Був одним з перших льотчиків в Австрії. З 1910 року був президентом аероклубу. Під час Першої світової війни служив пілотом, а потім військовим лікарем. З 1920 року і до кінця життя — професор катедри невропатології та психіатрії медичного факультету Віденського університету. З 1928 року був головою Віденського товариства психіатрів. 1931 року відкрив відділення для вивчення головного мозку.
Помер 1931 року від серцевого нападу.

## Наукова діяльність

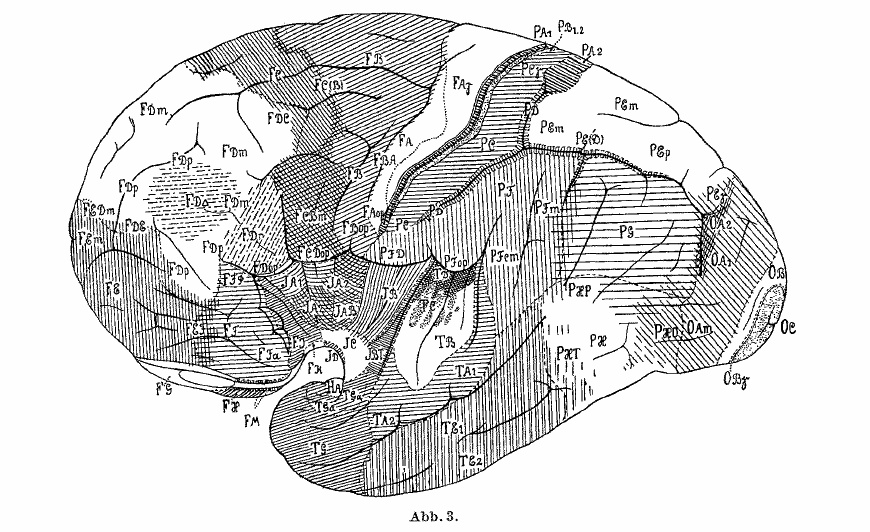
Карта мозку Економо-Коскінаса

Опублікував близько 150 статей і книг. Встановив наявність центру головного мозку, який відповідає за ковтання і дихання. Займався вивченням порушення сну, розробив теорію сну. Описав епідемічний летаргічний енцефаліт, згодом названий його ім'ям. 1925 року спільно з Георгом Н. Коскінасом розробив схему цитоархітектоніки кори півкуль головного мозку (карта Економо-Коскінаса). Відповідно до цієї схеми, поверхня кожного півкулі ділиться на 7 частин і 109 полів.

## Пам'ять
1932 року на його честь було названо провулок у віденському районі Фаворитен. 1966 року у дворі Віденського університету встановлено бюст Константина фон Економо. 1976 року, до 100-річчя від дня його народження, в Австрії була випущена пам'ятна марка.

## Основні твори
- Die Cytoarchitektonik der Hirnrinde des erwachsenen Menschen, W.- B., 1925 (спільно з GN Koskinas).
- Zellaufbau der Grosshirnrinde des Menschen, B., 1927.
- Die Encephalitis lethargica, B.-W., 1929.